# Elitserien i bandy för damer 2019/2020
Elitserien i bandy 2019/2020 är Sveriges högsta division i bandy för damer säsongen 2019/2020. Svenska mästerskapet avgörs vid svenska bandyfinalen i mars 2020.